# Frota H do Metrô de São Paulo
A Frota H do Metrô de São Paulo é uma série de TUEs fabricados entre 2007 e 2010 pela CAF, sendo os dois primeiros trens fabricados na Espanha e os 15 demais fabricados em Hortolândia.

## História

### Projeto e construção
Com a modernização das linhas 1 e 3 do Metrô, a Companhia do Metropolitano realizou um estudo, no qual foi constatada a necessidade de aquisição de 17 novas composições de 6 carros. Assim, em 16 de agosto de 2007, foi realizada a concorrência internacional nº 41257212. As empresas Alstom e CAF apresentaram propostas, tendo a empresa espanhola Construcciones y Auxiliar de Ferrocarriles (CAF) sido a vencedora, no valor de R$410.024.445,00.
Devido a uma exigência do estado de São Paulo, a empresa CAF teve de abrir uma fábrica no Brasil, localizada em Hortolândia, para fabricar 15 das 17 composições do Metrô de São Paulo e 38 das 40 composições adquiridas para a CPTM na mesma época. O projeto dos 17 trens, assim como a construção das duas primeiras composições, foram feitos na fábrica da CAF em Zaragoza, Espanha, com os trens sendo trazidos de navio para o porto de Santos em dezembro de 2009.

### Operação
O primeiro trem entrou em operação em 28 de março de 2010. Até o fim de 2011, todos os 17 trens foram entregues. Durante os primeiros meses de operação, os trens sofreram com defeitos de fabricação nos truques e no piso, demandando retrabalhos por parte da CAF.
Em 2020, os 17 trens encontravam-se em processo de instalação dos equipamentos do CBTC, sistema de sinalização que estava em implantação nesse mesmo momento nas linhas 1 e 3, sendo testados na linha 2, que já tinha o sistema em operação.

## Controvérsias
A aquisição da Frota H foi realizada em meio a um processo do Tribunal de Contas do estado de São Paulo, que declarou irregular a compra das Frotas E e G (fornecidas pelas Alstom). Assim, a Alstom perdeu a licitação e desde então nunca mais venceu grandes concorrências no Metrô de São Paulo e na CPTM, limitando-se a duas pequenas encomendas para a CPTM.
A exigência de fabricação local por parte do governo do estado, atendendo ao lobby da Associação Brasileira da Indústria Ferroviária (ABIFER), limitou a concorrência na aquisição de trens em São Paulo. Na mesma época o governo do Rio de Janeiro adquiriu trens fabricados na China, por valores menores.

## Acidentes e incidentes
- 2 de agosto de 2010 – Após falha na suspensão, trem da Frota H raspa em plataforma da estação Sé, da Linha 3.[13]

- 16 de maio de 2012 – Falha em equipamento de sinalização causa colisão leve entre trens das Frotas C e H. Essa foi a primeira colisão durante a operação da história do Metrô.[14]